# Victor Bruce, IX conte di Elgin
Victor Alexander Bruce, IX conte di Elgin (Montréal, 16 maggio 1849 – Dunfermline, 18 gennaio 1917), è stato un nobile e politico scozzese.

## Biografia
Era il figlio di James Bruce, VIII conte di Elgin, a quell'epoca governatore generale del Canada, e di sua moglie, Lady Mary Louisa Lambton, figlia di John Lambton, I conte di Durham. Studiò a Glenalmond, Eton e Balliol College di Oxford.

## Carriera politica
Era un politico liberale e servì come Treasurer of the Household, come First Commissioner of Works sotto William Ewart Gladstone nel 1886.

### Viceré dell'India
Seguendo le orme del padre, egli venne nominato viceré dell'India nel 1894. Durante il suo tempo come viceré, scoppiò una carestia in India, dove morirono fino a 4,5 milioni di persone 
.

### Comitato
Elgin ritornò in Inghilterra nel 1899 e venne nominato Cavaliere della Giarrettiera. Dal 1902 al 1903 Elgin fu presidente della commissione che ha indagato il comportamento della seconda guerra boera.

### Segretario Coloniale
Quando i liberali tornarono al potere, nel 1905, Elgin divenne Segretario di Stato per le Colonie (con Winston Churchill come suo sottosegretario). Come segretario coloniale, ha perseguito una politica conservatrice e si oppose alla fissazione generosa della questione sudafricana proposto dal primo ministro Campbell-Bannerman. Dopo essere caduto dal successivo governo del primo ministro Asquith, Elgin si ritirò dalla vita pubblica nel 1908.

## Matrimonio
Sposò, il 9 novembre 1876, Lady Constance Carnegie (1851-24 settembre 1909), figlia di James Carnegie, IX conte di Southesk e Lady Catherine Hamilton Noel. Ebbero undici figli:
- Lady Elizabeth Mary Bruce (11 settembre 1877-13 maggio 1944), sposò Sir Henry Babington Smith, ebbero nove figli;
- Lady Christina Augusta Bruce (25 gennaio 1879-12 settembre 1940), sposò Sir Herbert Ogilvy, XII Baronetto, ebbero un figlio;
- Lady Constance Veronica Bruce (24 febbraio 1880-7 luglio 1969);
- Edward Bruce, X conte di Elgin (9 giugno 1881-27 novembre 1968);
- Lord Robert Bruce (18 novembre 1882-31 ottobre 1959), sposò Mary Katherine Lindley, ebbero tre figli;
- Lord Alexander Bruce (29 luglio 1884-ottobre 1917);
- Lady Marjorie Bruce (12 dicembre 1885-23 maggio 1901);
- Lord David Bruce (11 giugno 1888-26 agosto 1964), sposò Jennet Rawstorne, ebbero due figli;
- Lady Rachel Catherine Bruce (23 febbraio 1890-17 dicembre 1964), sposò Sir Harry Williams Verney, IV Baronetto, ebbero otto figli;
- Lord John Bernard Bruce (9 aprile 1892-3 agosto 1971), sposò Helen Rawstorne, ebbero otto figli;
- Lord Victor Alexander Bruce (13 febbraio 1897-19 dicembre 1930), sposò Maude Rudolff Sneddon, non ebbero figli.

Sposò, il 19 novembre 1913, Gertrude Lilian Sherbrooke (?-13 febbraio 1971), figlia del comandante William Sherbrooke e Margaret McDoanld Graham. Ebbero un figlio:
- Lord Bernard Bruce (12 giugno 1917-1983), sposò in prime nozze Mary Coxe Miller, sposò in seconde nozze Georgina Argenti, sposò in terze nozze Mary Patricia Macdonald.

## Morte
Morì il 18 gennaio 1917, all'età di 67 anni, nella sua tenuta di Dunfermline.

## Ascendenza
|                                  |                       |                             | Genitori                            |  |  | Nonni |  |  | Bisnonni                        |  |  | Trisnonni                               |  |
|                                  |                       |                             |                                     |  |  |       |  |  | Charles Bruce, V conte di Elgin |  |  | William Bruce, VIII conte di Kincardine |  |
|                                  |                       |                             |                                     |  |  |       |  |  | Charles Bruce, V conte di Elgin |  |  | William Bruce, VIII conte di Kincardine |  |
|                                  |                       | Janet Roberton              |                                     |  |  |       |  |  | Charles Bruce, V conte di Elgin |  |  |                                         |  |
| Thomas Bruce, VII conte di Elgin |                       |                             |                                     |  |  |       |  |  | Charles Bruce, V conte di Elgin |  |  |                                         |  |
|                                  |                       | Martha White                | Thomas White                        |  |  |       |  |  |                                 |  |  |                                         |  |
|                                  |                       | Martha White                | Thomas White                        |  |  |       |  |  |                                 |  |  |                                         |  |
|                                  |                       | Martha White                | Martha White                        |  |  |       |  |  |                                 |  |  |                                         |  |
| James Bruce, VIII conte di Elgin |                       | Martha White                |                                     |  |  |       |  |  |                                 |  |  |                                         |  |
|                                  |                       | James Townsend Oswald       | James Oswald                        |  |  |       |  |  |                                 |  |  |                                         |  |
|                                  |                       | James Townsend Oswald       | James Oswald                        |  |  |       |  |  |                                 |  |  |                                         |  |
|                                  |                       | James Townsend Oswald       | Elizabeth Townsend                  |  |  |       |  |  |                                 |  |  |                                         |  |
| Elizabeth Oswald                 |                       | James Townsend Oswald       |                                     |  |  |       |  |  |                                 |  |  |                                         |  |
|                                  |                       | Janet Grey                  | George Gray                         |  |  |       |  |  |                                 |  |  |                                         |  |
|                                  |                       | Janet Grey                  | George Gray                         |  |  |       |  |  |                                 |  |  |                                         |  |
|                                  |                       | Janet Grey                  | Rebekah Munro                       |  |  |       |  |  |                                 |  |  |                                         |  |
| Victor Bruce, IX conte di Elgin  |                       | Janet Grey                  |                                     |  |  |       |  |  |                                 |  |  |                                         |  |
|                                  | William Henry Lambton | John Lambton                |                                     |  |  |       |  |  |                                 |  |  |                                         |  |
|                                  | William Henry Lambton | John Lambton                |                                     |  |  |       |  |  |                                 |  |  |                                         |  |
|                                  | William Henry Lambton | Susan Lyon                  |                                     |  |  |       |  |  |                                 |  |  |                                         |  |
| John Lambton, I conte di Durham  | William Henry Lambton |                             |                                     |  |  |       |  |  |                                 |  |  |                                         |  |
|                                  |                       | Anne Frances Villiers       | George Villiers, IV conte di Jersey |  |  |       |  |  |                                 |  |  |                                         |  |
|                                  |                       | Anne Frances Villiers       | George Villiers, IV conte di Jersey |  |  |       |  |  |                                 |  |  |                                         |  |
|                                  |                       | Anne Frances Villiers       | Frances Twysden                     |  |  |       |  |  |                                 |  |  |                                         |  |
| Mary Louisa Lambton              |                       | Anne Frances Villiers       |                                     |  |  |       |  |  |                                 |  |  |                                         |  |
|                                  |                       | Charles Grey, II conte Grey | Charles Grey, I conte Grey          |  |  |       |  |  |                                 |  |  |                                         |  |
|                                  |                       | Charles Grey, II conte Grey | Charles Grey, I conte Grey          |  |  |       |  |  |                                 |  |  |                                         |  |
|                                  |                       | Charles Grey, II conte Grey | Elizabeth Grey                      |  |  |       |  |  |                                 |  |  |                                         |  |
| Louisa Elizabeth Grey            |                       | Charles Grey, II conte Grey |                                     |  |  |       |  |  |                                 |  |  |                                         |  |
|                                  |                       | Mary Ponsonby               | William Ponsonby, I barone Ponsonby |  |  |       |  |  |                                 |  |  |                                         |  |
|                                  |                       | Mary Ponsonby               | William Ponsonby, I barone Ponsonby |  |  |       |  |  |                                 |  |  |                                         |  |
|                                  |                       | Mary Ponsonby               | Louisa Molesworth                   |  |  |       |  |  |                                 |  |  |                                         |  |
|                                  |                       | Mary Ponsonby               |                                     |  |  |       |  |  |                                 |  |  |                                         |  |

## Onorificenze

### Cittadinanze onorarie
- Cittadino onorario di Saint Andrews